# Ottone di Hammerstein
Ottone I di Hammerstein (... – 5 giugno 1036) fu conte di Hamaland (un vasto territorio intorno alla foce del Reno) dal 1016 alla morte e signore di Zutphen da 1002 al 1025. Era figlio di Eriberto, conte di Kinziggau, e di Ermentrude. Erberto di Kinziggau era il figlio di Corrado, un signore corradinide in Alsazia, mentre Ermentrude era la figlia di Megingaudo di Gheldria, predecessore di Ottone alla contea di Zutphen. In letteratura è considerato l'ultimo dei Corradinidi.
Ottone è ricordato principalmente per le sue vicende matrimoniali che lo videro come protagonista (riferite in particolare dal suo parente e vescovo Tietmaro di Merseburgo, la cui madre Cunegonda era sua cugina): egli e la consorte Ermengarda di Verdun dovettero difendere al loro unione dai tentativi della chiesa Magonza di scioglierla, nel contesto del tentativo di imposizione da parte dell'apparato ecclesiastico della propria morale sessuale alla società. Essa era sostenuta dall'imperatore Enrico II, il quale sfruttò la vicenda per indebolire legittimamente un membro della dinastia dei corradinidi, rivale della dinastia ottoniana. La coppia resistette vittoriosamente, opponendosi a queste pressioni, nonostante diverse fasi a loro avverse: ciò mostra anche la capacità dei grandi nobili di saper usare la solidarietà della loro comunità e della loro famiglia contro le autorità ecclesiastiche e imperiali.

## Un matrimonio controverso
Intorno al 1015 Ottone sposò Ermengarda di Verdun, figlia di Goffredo il Prigioniero, conte di Verdun, e di Matilde di Sassonia († 1008). Questo matrimonio, per dieci anni, fu oggetto, o manifestazione, di una lotta di potere tra la coppia e i loro parenti da un lato, e la Chiesa e l'imperatore Enrico II dall'altro. Quest'ultimo era davvero ansioso di limitare il potere della famiglia dei corradinidi, rivale degli ottonidi (uno dei suoi membri, Corrado I, era salito al trono di Germania prima Enrico l'Uccellatore), famiglia alla quale apparteneva a Ottone di Hammerstein. Da parte sua, la Chiesa cercò di rafforzare la propria autorità sui matrimoni, in particolare imponendo le proprie opinioni sui divieti di parentela. Questa si unì quindi all'imperatore per chiedere che Ottone di Hammerstein rispettasse la sua volontà.
In effetti i due coniugi erano imparentati: il matrimonio di Ottone ed Ermengarda fu quindi dichiarato illegale perché incestuoso ed Erchanbaldo, arcivescovo di Magonza, ordinò ai coniugi di separarsi. Essi rifiutarono e furono scomunicati dall'arcivescovo nel 1018 in occasione di un sinodo a Nimega. Alla dieta di Bürgel, il matrimonio venne ufficialmente sciolto. L'imperatore confiscò quindi le terre di Ottone. Quest'ultimo cercò di difendere la sua causa, ma incontrò il rifiuto dell'imperatore. Ottone allora si ribellò. Tentò in particolare di attaccare Erchanbaldo, ma riuscì solo ad attaccare i suoi uomini. L'imperatore, essendo protettore degli uomini di chiesa, ordinò ai suoi eserciti di assediare il castello di Hammerstein nel settembre 1020. Il castello venne preso il 26 dicembre dopo tre mesi di assedio. Il matrimonio, tuttavia, non venne sciolto.
Successivamente, il nuovo arcivescovo di Magonza, Aribone, convocò un sinodo provinciale per costringere gli sposi a rispettare la decisione del predecessore. Ottone si sottomise alla sua volontà in un'assemblea nel 1022: in quell'occasione si sottomise all'imepraore e all'arcivescovo, allontanando la moglie con tre giuramenti. Ermengarda, però, non si diede per vinta e andò a Roma nel 1023 per perorare il suo caso davanti a papa Benedetto VIII; ella quindi riuscì a trovare un forte sostegno, il che dimostra che le autorità ecclesiastiche erano lontane in quel momento dal presentare un fronte unito contro i laici e che l'autorità episcopale era fragile di fronte a certuni laici determinati; si dimostrò inoltre la superiorità morale del papa sulle decisioni di singoli arcivescovi, per di più di una arcidiocesi potente e illustre come quella di Magonza. I vescovi suffragenei del metropolita di Magonza, inoltre, furono bersaglio degli amari rimproveri del papa, consapevoli di essere stati violati dall'autorità del loro superiore. In occasione del consiglio di Seligenstadt, radunatosi poche settimane dopo, memori dell'esperienza della vicenda di Ermengarda, vietarono i viaggi a Roma di qualsiasi penitente che non avesse ottenuto l'approvazione del suo vescovo.
Nel 1024 l'imperatore Enrico II morì e Corrado II, un parente di Ottone di Hammerstein, gli successe. Era più flessibile riguardo alla sua vicenda, soprattutto perché anche il proprio matrimonio era soggetto a critiche in quanto consanguineo della sposa. Quando nel 1027 Aribone voleva condannare di nuovo Ottone, Corrado II si rifiutò di sostenerlo. Il matrimonio venne permesso, sebbene Ottone non riuscì a recuperare tutte le sue terre. Pertanto, anche se l'imperatore e l'episcopato di Magonza avevano cercato per dieci anni di dimostrare, attraverso questo caso, la loro autorità e il loro status nel regolamento della società, "la vittoria finale della coppia continuò a dimostrarlo, anche dove le regole sono le più severe e le più supportate dal braccio secolare, la coesione dei laici con i loro parenti e amici" poteva essere più forte.

## Famiglia e figli
Ottone ed Ermengarda ebbero tre figli:
- Udo († 1034);
- Matilde († 1031), sposata con Liudolfo, figlio del conte palatino Azzo di Lotaringia (conte anche di Bonngau, Auelgau, Ruhrgau, ecc.), appartenente alla dinastia Azzonide;
- Una donna dal nome sconosciuto, che sposò Wiger, conte di Engergau.

Ottone morì il 5 giugno 1036 e la sua contea fu rilevata dall'imperatore che la distribuì ad altri nobili locali. Solo Zütphen, che probabilmente fu dato in dote a sua figlia Matilde, rimase nella sua linea di sangue.
Nel 1025 viene citato in Zutphen un conte di nome di Ottone. Secondo il professor Donald C. Jackman (ed. 2000) sarebbe da identificare con Ottone di Hamaland. Altri storici ritengono che Ottone vada identificato piuttosto con il conte palatino Ottone di Lotaringia († 1047).

## Ascendenza
|                                       |   |                        | Genitori             |  |  | Nonni |  |  | Bisnonni               |  |  | Trisnonni       |  |
|                                       |   |                        |                      |  |  |       |  |  | Gebeardo di Lotaringia |  |  | Udo di Neustria |  |
|                                       |   |                        |                      |  |  |       |  |  | Gebeardo di Lotaringia |  |  | Udo di Neustria |  |
|                                       |   | …                      |                      |  |  |       |  |  | Gebeardo di Lotaringia |  |  |                 |  |
| Odo di Wetterau                       |   |                        |                      |  |  |       |  |  | Gebeardo di Lotaringia |  |  |                 |  |
|                                       |   | Ida di Grabfeld        | …                    |  |  |       |  |  |                        |  |  |                 |  |
|                                       |   | Ida di Grabfeld        | …                    |  |  |       |  |  |                        |  |  |                 |  |
|                                       |   | Ida di Grabfeld        | …                    |  |  |       |  |  |                        |  |  |                 |  |
| Eriberto di Wetterau                  |   | Ida di Grabfeld        |                      |  |  |       |  |  |                        |  |  |                 |  |
|                                       |   | Pipino I di Vermandois | Bernardo d'Italia    |  |  |       |  |  |                        |  |  |                 |  |
|                                       |   | Pipino I di Vermandois | Bernardo d'Italia    |  |  |       |  |  |                        |  |  |                 |  |
|                                       |   | Pipino I di Vermandois | Cunegonda            |  |  |       |  |  |                        |  |  |                 |  |
| una figlia di Erberto I di Vermandois |   | Pipino I di Vermandois |                      |  |  |       |  |  |                        |  |  |                 |  |
|                                       |   | …                      | …                    |  |  |       |  |  |                        |  |  |                 |  |
|                                       |   | …                      | …                    |  |  |       |  |  |                        |  |  |                 |  |
|                                       |   | …                      | …                    |  |  |       |  |  |                        |  |  |                 |  |
| Ottone di Hammerstein                 |   | …                      |                      |  |  |       |  |  |                        |  |  |                 |  |
|                                       | … | …                      |                      |  |  |       |  |  |                        |  |  |                 |  |
|                                       | … | …                      |                      |  |  |       |  |  |                        |  |  |                 |  |
|                                       | … | …                      |                      |  |  |       |  |  |                        |  |  |                 |  |
| Megingaudo di Gheldria                | … |                        |                      |  |  |       |  |  |                        |  |  |                 |  |
|                                       |   | …                      | …                    |  |  |       |  |  |                        |  |  |                 |  |
|                                       |   | …                      | …                    |  |  |       |  |  |                        |  |  |                 |  |
|                                       |   | …                      | …                    |  |  |       |  |  |                        |  |  |                 |  |
| Irmtrud di Avalgau                    |   | …                      |                      |  |  |       |  |  |                        |  |  |                 |  |
|                                       |   | Goffredo di Jülich     | Gerardo di Metzgau   |  |  |       |  |  |                        |  |  |                 |  |
|                                       |   | Goffredo di Jülich     | Gerardo di Metzgau   |  |  |       |  |  |                        |  |  |                 |  |
|                                       |   | Goffredo di Jülich     | Oda di Sassonia      |  |  |       |  |  |                        |  |  |                 |  |
| Gerberga di Lorena                    |   | Goffredo di Jülich     |                      |  |  |       |  |  |                        |  |  |                 |  |
|                                       |   | Ermentrude             | Carlo III di Francia |  |  |       |  |  |                        |  |  |                 |  |
|                                       |   | Ermentrude             | Carlo III di Francia |  |  |       |  |  |                        |  |  |                 |  |
|                                       |   | Ermentrude             | Frederuna            |  |  |       |  |  |                        |  |  |                 |  |
|                                       |   | Ermentrude             |                      |  |  |       |  |  |                        |  |  |                 |  |